# Berentzwiller
Berentzwiller é uma comuna francesa na região administrativa de Grande Leste, no departamento Alto Reno. Estende-se por uma área de 6,13 km². Em 2010 a comuna tinha 343 habitantes (densidade: 56 hab./km²).